# Château de Blairquhan
Blairquhan est un château de l'époque Régence près de Maybole dans le sud de l'Ayrshire, en Écosse. C'est la demeure historique des baronnets Hunter-Blair et est en possession de la famille jusqu'en 2012, date à laquelle elle est vendue à une entreprise chinoise.
Blairquhan est protégé en tant que bâtiment classé de catégorie A et le domaine est inclus dans l'Inventaire des jardins et des paysages historiques en Écosse.

## Histoire
Quatre familles différentes ont vécu à Blairquhan ou sur ses terres. Les McWhirter construisent la première maison-tour vers 1346. Les Kennedy héritent ensuite du domaine par mariage et construisent le reste de l'ancien château vers 1573. Au début du XVIIe siècle, les Whiteford prennent le relais, mais en 1798, subissant les effets d'un krach bancaire, ils vendent Blairquhan à David Hunter Blair, 3e baronnet, le deuxième fils de James Hunter Blair, 1er baronnet qui a épousé Jean Blair, fille et héritière de John Blair de Dunskey dans le Wigtownshire en 1770. Lorsque Jean Blair hérite de son père en 1777, la famille prend le nom supplémentaire de Blair. David Hunter Blair gagne une partie de son argent en Jamaïque et est copropriétaire du domaine Roselle, à St Thomas-in-the-East.
En 1820, David Hunter Blair charge l'architecte écossais William Burn de concevoir une nouvelle maison à Blairquhan. Le vieux château, ruiné à cause d'incendies et de négligences précédents, est démoli pour un nouveau château de style Tudor, qui a néanmoins incorporé certaines des moulures décoratives et des pierres sculptées de l'ancien château dans la cour de la cuisine de la nouvelle maison. Le nouveau manoir est achevé en 1824 et contient de nombreuses antiquités et une importante collection de peintures d'artistes écossais. Fin 2012, Patrick David Hunter-Blair, 9e baronnet, vend Blairquhan à Ganten Scotland, une filiale d'une société chinoise qui embouteille de l'eau minérale pour la distribuer dans le monde entier.

## Le domaine
Blairquhan est accessible par le nord via une route 3 milles (5 kilomètres) le long de la rivière Girvan. James Hunter Blair (1926-2004), frère cadet et héritier présomptif d'Edward Hunter-Blair, 8e baronnet (1920-2006), est un horticulteur et forestier réputé qui passe la majeure partie de sa vie à restaurer le château et à préserver le domaine, qui comprend des arbres anciens et un jardin clos. On pense qu'un ancien sycomore qui se dresse à l'ombre du château est un arbre de Dule ou arbre à potence, planté au début du XVIe siècle sous le règne du roi Jacques V d'Écosse. La couronne autrefois étalée a été fortement taillée en 1997, sauvant ainsi le tronc très affaibli d'un effondrement total.
Pour aider à compenser les coûts d'exploitation, James Hunter Blair ouvre le domaine 2 000 acres (809,371284 hectares) comme lieu pour des réceptions privées telles que des mariages, des sorties d'entreprise et des tournages. Les propriétaires actuels poursuivent cette opération en proposant le château comme lieu à usage exclusif. Blairquhan a été vu dans l'émission télévisée britannique Beauty and the Geek. Ses intérieurs et ses terrains ont également été utilisés comme lieu de remplacement pour le château de Balmoral dans le film oscarisé de 2006 The Queen, avec Helen Mirren.